# Fred Limpens
Fred Limpens (Maastricht, 4 juni 1942), ookwel gekend als Freddy Casby en Freddy Cash, is een Nederlandse popartiest, componist, tekstdichter, opnametechnicus en producer. Hij is één van de succesvolste Limburgse componisten en muziekproducers van de 20e eeuw. Het meeste van zijn werk werd geproduceerd bij Johnny Hoes' platenmaatschappij Telstar in Weert, waaraan hij bijna zijn hele leven verbonden was. Als liedjesschrijver schreef hij nummers voor onder andere The Classics en Henk Wijngaard.

## Levensloop
Limpens muzikale carrière begon bij de fanfare en harmonie. Daarnaast leerde hij zichzelf gitaar spelen. Tijdens zijn middelbareschooltijd richtte hij het schoolbandje The Playing Pupils op. Ondanks gezondheidsproblemen waardoor hij de HBS moest verlaten en in de schoenmakerszaak van zijn vader ging werken, bleef hij betrokken bij de band. Hij kreeg interesse in elektronica door een schoolvriend die radio’s bouwde. Samen fabriceerden ze versterkers en luidsprekers en later traden ze samen op met een dansorkest.
Jean Innemee was een belangrijke invloed in Limpens' jeugd. Hij speelde bij het dansorkest The Swing Stars en nodigde Limpens uit om als zanger in te vallen bij de Mosam Skiffle Group, de band die later de naam The Walkers aannam. Een zelf opgenomen tape met eigen liedjes leidde ertoe dat hij zich ook aan de productiekant ging ontwikkelen.

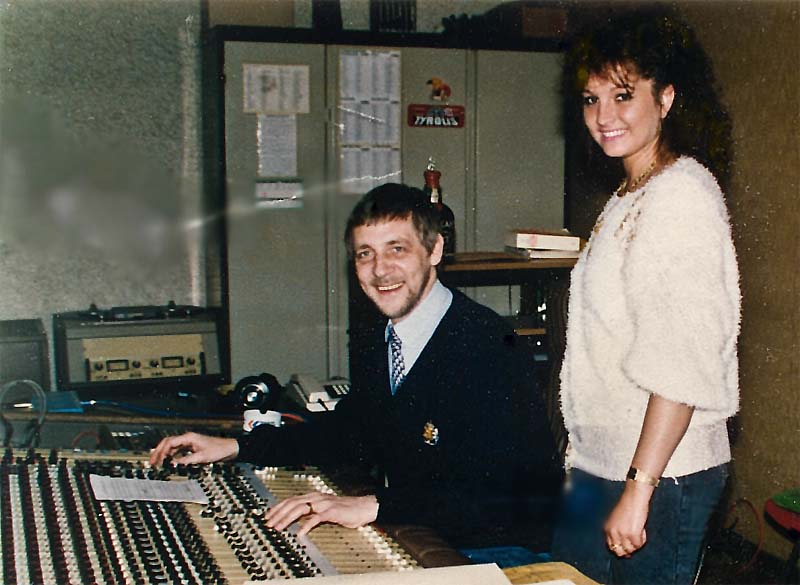
Limpens aan het mixen in Telstar-studio (1985)

Hij ontmoette zijn latere vrouw tijdens optredens en via de zangeres Beppie Kraft kwam hij in contact met Sjeng Kraft van Telstar, wat leidde tot een ontmoeting met Johnny Hoes. Bij Telstar begon Limpens te werken met een Philips-stereotafel, wat leidde tot succesvolle opnames zoals die van The Royal Scots Greys en The Band of the Royal Air Force Germany. In 1968 trad hij in vaste dienst bij Telstar en verliet hij The Walkers. Een van zijn eerste grote successen werd de wereldhit There's No More Corn on the Brasos.
Als solo-artiest bracht Limpens onder de naam Freddy Casby een aantal vinyl-singles uit waaronder het in de VS uitgebrachte nummer Juanita. Dit was de Engelse versie van de Radi Ensemble.
In de jaren daarna werkte Limpens met diverse artiesten en produceerde hij diverse hits. Hij ontwikkelde de zogenaamde “vlaaiensound” van Telstar-producties. Dat woord ontstond mede uit de traditie om Weerter vlaai mee te nemen naar Hilversum. Limpens werkte onder andere met Zangeres Zonder Naam, Henk Wijngaard en The Major Dundee Band. Een van zijn grootste successen was De vogeltjesdans.
Toen het Telstar-imperium langzaam begon af te brokkelen en Limpens een gehoorbeschadiging opliep die het mixen onmogelijk maakte, ging hij halverwege de jaren 2000 met pensioen. In 2016 is over hem een documentaire gemaakt: Onbekend populair - Gewoon Fred.
- Nationale Bibliotheek van Letland: 000099155
- Virtual International Authority File: 305075694